# Club Real Municipal De Coporaque
El Club Real Municipal De Coporaque es un club de fútbol del Perú del distrito de Coporaque, provincia de espinar, en el Departamento del Cusco. Fue fundado en 2009 y juega en la Copa Perú.

## Historia
Clasificó por primera vez a una Etapa Regional en la Copa Perú 2013 donde integró el grupo B de la Región VIII. Fue eliminado al terminar en último lugar de su grupo detrás de Deportivo Binacional, Minsa y José María Arguedas.
En la Etapa Departamental del Cusco 2023 llegó hasta semifinales donde fue eliminado por Atlético Juventud Inclán de Calca tras perder 2-0 como visitante y ganar 1-0 de local.
En la Etapa departamental del Cusco 2024 no pudo superar la fase de grupos luego de perder en un partido de desempate con Juventud Alfa.

## Uniforme
- Uniforme titular: camiseta Roja, pantalón azul, medias roja.

## Rivales
También mantiene rivalidades tradicionales con el Pumahuasi .

## Entrenador
El recuadro muestra el visto muy malo (MM) malo (M) regular (R) bueno (B) muy bueno (MB) estos símbolos calificara el desempeñó de entrenador.
| Número | Entrenador          | Visto | Años en el club |
| ------ | ------------------- | ----- | --------------- |
| 1º     | Willfredo Ollachica | R     | 2017            |

## Presidentes
El recuadro muestra el visto muy malo (MM) malo (M) regular (R) bueno (B) muy bueno (MB) estos símbolos calificara el desempeñó de Presidente.
| Número | Entrenador       | Visto | Años en el club |
| ------ | ---------------- | ----- | --------------- |
| 1º     | Pedro cruz Checa | R     | 2007            |
| 2º     | Pedro Cruz Checa | B     | 2008            |
| 3º     | Pedro Cruz Checa | B     | 2009            |
| 4º     | Pedro Cruz Checa | B     | 2010            |
| 5º     | Pedro Cruz Checa | B     | 2011            |
| 6º     | Pedro Cruz Checa | B     | 2012            |
| 7º     | Pedro Cruz Checa | MB    | 2013            |
| 8º     | Pedro Cruz Checa | R     | 2014            |
| 9º     | Pedro Cruz Checa | R     | 2015            |
| 10º    | Pedro Cruz Checa | MM    | 2016            |
| 11º    | Pedro Cruz Checa | B     | 2017            |

## Palmarés

### Torneos regionales
| Competición regional               | Títulos                                                                       | Subcampeonatos |
| ---------------------------------- | ----------------------------------------------------------------------------- | -------------- |
| Liga Departamental de Cuzco (0/1)  |                                                                               | 2013.          |
| Liga Provincial de Espinar (7/1)   | 2009, 2011, 2012, 2013, 2015, 2017, 2024.                                     | 2023.          |
| Liga Distrital de Coporaque (13/0) | 2009, 2010, 2011, 2012, 2013, 2014, 2015, 2017, 2018, 2019, 2022, 2023, 2024. |                |